# Couvet

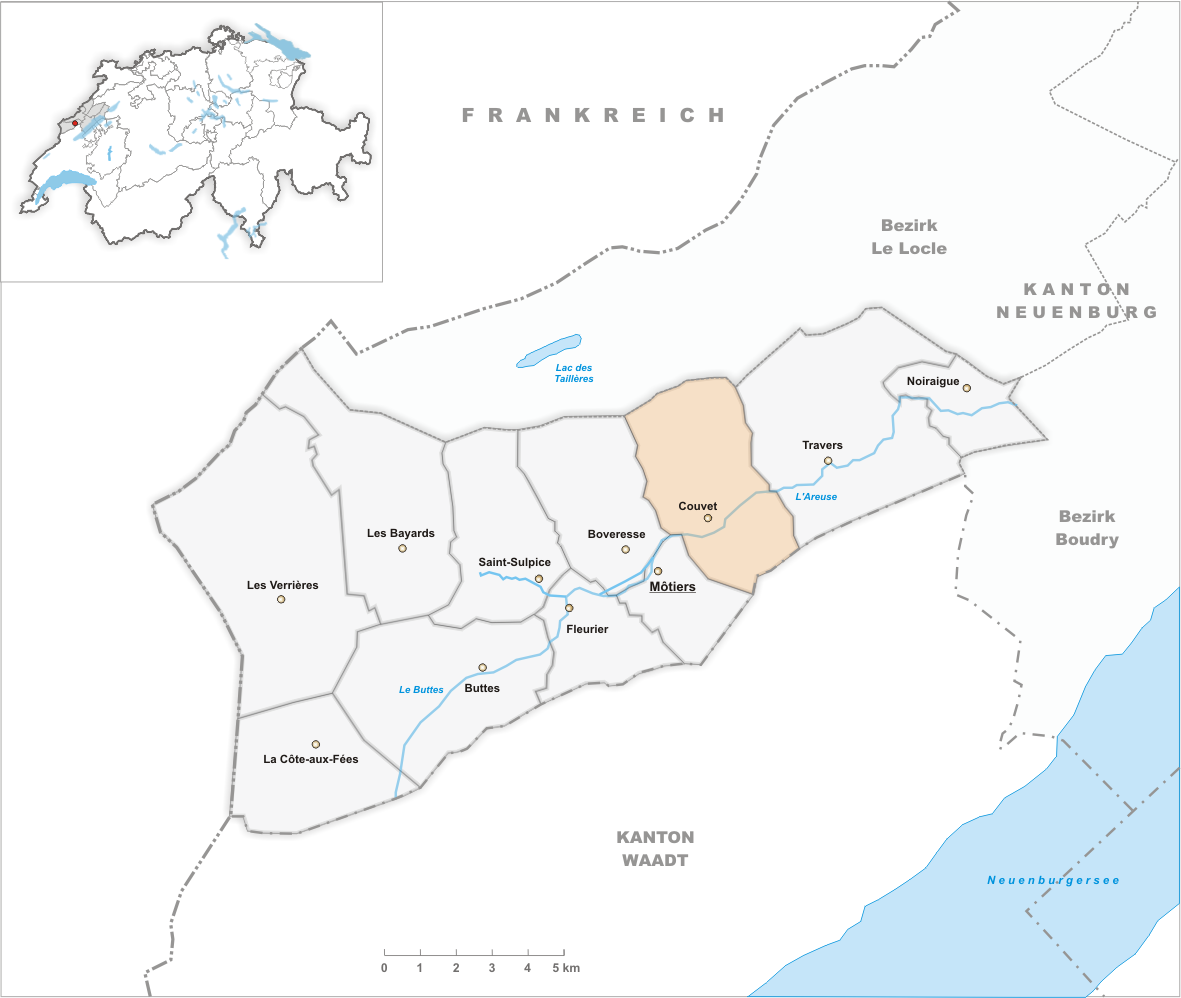
Gemeindestand vor der Fusion am 1. Januar 2009

Couvet war bis zum 31. Dezember 2008 eine politische Gemeinde im Distrikt Val-de-Travers des Kantons Neuenburg in der Schweiz.
Seit dem 1. Januar 2009 gehört Couvet zusammen mit Boveresse, Buttes, Fleurier, Les Bayards, Môtiers, Noiraigue, Saint-Sulpice und Travers zur neuen Gemeinde Val-de-Travers.

## Geographie
Couvet liegt auf 735 m ü. M., 24 km westsüdwestlich der Kantonshauptstadt Neuenburg (Luftlinie). Die Industriegemeinde erstreckt sich im zentralen Val de Travers beidseits der Areuse und auf dem Schwemmkegel des Seitenbachs Sucre, im südwestlichen Neuenburger Jura.
Die Fläche des 16,4 km² grossen ehemaligen Gemeindegebiets umfasst einen Abschnitt im mittleren Teil des Val de Travers und gehört geologisch zum Faltenjura. Der Hauptteil wird vom 500 bis 800 m breiten, flachen Talboden der Areuse eingenommen, die das Gemeindeareal von Westsüdwesten noch Ostnordosten durchfliesst. Durch den Schwemmkegel, den der von Norden her kommende Sucre bei Couvet bei seinem Eintritt in das Val de Travers aufgeschüttet hat, wird die Areuse hier an den südlichen Talrand gedrängt. Nach Süden reichte das Gemeindegebiet über einen zunächst sanft, im oberen Teil jedoch steil ansteigenden und dicht bewaldeten Hang bis auf das Hochplateau von Nouvelle Censière (bis 1110 m ü. M.), das auf der Antiklinale der Chasseron-Soliat-Kette liegt.
Im Norden erstreckte sich der Gemeindeboden in das Quellgebiet des Sucre, der mit seinen Seitenbächen mehrere Erosionstäler in die nördlich des Val de Travers folgende Jurakette eingegraben hat. Das Gelände ist hier deshalb stark reliefiert mit den Höhen von Mont de Couvet (1024 m ü. M.), Malmont (1182 m ü. M.), Trémalmont (1277 m ü. M.) und Crêt du Cervelet (mit 1294 m ü. M. der höchste Punkt von Couvet); an einigen Stellen treten die Felsen des Malmkalks zutage. Ganz im Norden erstreckt sich das Gebiet bis in die Mulde von Bois de Halle. Auf diesen Höhen befinden sich ausgedehnte Jurahochweiden mit den typischen mächtigen Fichten, die entweder einzeln oder in Gruppen stehen. Von der Gemeindefläche entfielen 1997 10 % auf Siedlungen, 45 % auf Wald und Gehölze und 44 % auf Landwirtschaft; etwas weniger als 1 % war unproduktives Land.
Zu Couvet gehörten der Weiler Plancemont (873 m ü. M.) auf einem Vorsprung am nördlichen Talhang des Val de Travers sowie einige Hofsiedlungen und Bergbauernhöfe. Nachbargemeinden von Couvet waren Môtiers, Boveresse, La Brévine und Travers im Kanton Neuenburg sowie Provence im Kanton Waadt.

Historisches Luftbild von Werner Friedli von 1950

## Bevölkerung
| Bevölkerungsentwicklung | Bevölkerungsentwicklung |
| Jahr                    | Einwohner               |
| ----------------------- | ----------------------- |
| Mitte 14. Jh.           | 300                     |
| 1554                    | 500                     |
| 1750                    | 1004                    |
| 1800                    | 1463                    |
| 1850                    | 1704                    |
| 1900                    | 2430                    |
| 1910                    | 3352                    |
| 1950                    | 2897                    |
| 1970                    | 3481                    |
| 1980                    | 2627                    |
| 1990                    | 2919                    |
| 2000                    | 2703                    |
| 2007                    | 2755                    |

Mit 2755 Einwohnern (Ende 2007) gehörte Couvet zu den grösseren Gemeinden des Kantons Neuenburg. Von den Bewohnern sind 85,1 % französischsprachig, 4,6 % italienischsprachig, und 4,1 % sprechen Portugiesisch (Stand 2000). Die Bevölkerungszahl von Couvet zeigte in den letzten 150 Jahren starke Schwankungen, welche die wirtschaftliche Lage des Dorfes im Val de Travers widerspiegeln. Besonders grosse Zuwachsraten wurden im ersten Jahrzehnt des 20. Jahrhunderts sowie von 1950 bis 1970 verzeichnet, als der bisherige Höchststand erreicht wurde.

## Wirtschaft
Bis zu Beginn des 18. Jahrhunderts war Couvet hauptsächlich von der Landwirtschaft geprägt; daneben entwickelten sich seit dem 16. Jahrhundert verschiedene Gewerbe- und Handwerksbetriebe. Von besonderer Bedeutung war dabei zunächst die Herstellung von Steingut und Kachelöfen, Mitte des 18. Jahrhunderts eine Indienne-Manufaktur sowie die Spitzenherstellung.
Couvet entwickelte sich ab Mitte des 18. Jahrhunderts rasch zu einer Industriegemeinde. Es entstanden zahlreiche Werkstätten zur Herstellung von Werkzeugen für die Uhrenindustrie. Die Absinthbrennereien Pernod, Duval, Berger waren bis 1910 in Couvet angesiedelt. Im 19. Jahrhundert erlebte das Dorf einen weiteren Aufschwung durch die Einführung neuer Industriezweige (Druckerei, Kartenfabrik, Ziegelei). Östlich des Dorfes wurde 1840 mit der Ausbeutung der Asphaltmine La Presta begonnen. 1867 wurde die Strickmaschinenfabrik E. Dubied gegründet.
Heute bietet Couvet rund 1200 Arbeitsplätze an. Mit 5 % der Erwerbstätigen, die noch im primären Sektor beschäftigt sind, hat die Landwirtschaft (Ackerbau in den Tallagen, Milchwirtschaft und Viehzucht überwiegend in höheren Lagen) noch immer einen gewissen Stellenwert in der Erwerbsstruktur der Bevölkerung. Etwa 40 % der Erwerbstätigen sind im industriellen Sektor tätig, während der Dienstleistungssektor 55 % der Arbeitskräfte auf sich vereinigt (Stand 2001).
Die heutige Industrie umfasst Betriebe des Baugewerbes, der Informatik, der Verpackungsindustrie, der Holzverarbeitung, der Präzisionsmechanik sowie die Herstellung von Strickmaschinen und Uhrenzubehör. Couvet ist Standort des Bezirksspitals, das 1860 eröffnet wurde. Immer mehr Bewohner pendeln auch in die Region Neuenburg zur Arbeit.

## Verkehr
Die ehemalige Gemeinde ist verkehrsmässig gut erschlossen. Sie liegt an der Hauptstrasse von Neuenburg über den Grenzübergang Les Verrières nach Pontarlier in Frankreich. Am 25. Juli 1860 fand die Einweihung der Eisenbahnstrecke von Auvernier nach Les Verrières mit einem Bahnhof in Couvet statt, die heute einen Teil der Linie Neuenburg–Pontarlier bildet. Der im oberen Dorfteil gelegene Bahnhof wurde mittlerweile aufgehoben. Am 24. September 1883 wurde die Tallinie Travers–Saint-Sulpice eröffnet. Diese Linie mit einem Bahnhof nahe dem alten Dorfzentrum wird heute vom Regionalverkehrsunternehmen Transports Régionaux Neuchâtelois (TRN SA) betrieben. Für die Feinverteilung im öffentlichen Verkehr sorgen Buslinien, die die Strecken von Couvet nach Fleurier und nach La Brévine bedienen.

## Geschichte
Die ältesten Zeugnisse der Anwesenheit des Menschen auf dem Gemeindegebiet von Couvet gehen auf das Paläolithikum zurück. Die Grotte des Plaints war im Moustérien vor rund 50'000 bis 40'000 Jahren vor Christus bewohnt.
Erstmals urkundlich erwähnt wird der Ort im Jahre 1300 unter dem Namen Covés. Später erschienen die Bezeichnungen Coves (1380) und Covet (1470). Der Ortsname geht auf das lateinische Wort cupa (Fass, grosses Holzgefäss) zurück.
Couvet gehörte im Mittelalter zunächst zum Priorat Saint-Pierre in der Nachbargemeinde Môtiers. Ab dem 14. Jahrhundert war es Mitglied der Korporation der Six Communes des Val de Travers. Seit Mitte des 14. Jahrhunderts unterstand es bis 1848 der Kastlanei Vautravers. Während dieser Zeit hatte die Grafschaft Neuenburg die Oberhoheit über das Gebiet inne. Seit 1648 war Neuenburg Fürstentum und ab 1707 durch Personalunion mit dem Königreich Preussen verbunden. 1806 wurde das Gebiet an Napoleon I. abgetreten und kam 1815 im Zuge des Wiener Kongresses an die Schweizerische Eidgenossenschaft, wobei die Könige von Preussen bis zum Neuenburgerhandel 1857 auch Fürsten von Neuenburg blieben.
Die rasche Industrialisierung ab Ende des 18. Jahrhunderts machte Couvet neben Fleurier zum Zentrum des Val de Travers. Anders als in Fleurier mit seiner Uhrenindustrie war in Couvet jedoch die Maschinenindustrie vorherrschend. Im 19. Jahrhundert wurden zahlreiche Absinthdestillerien gegründet, so dass Couvet zum Zentrum der Absinthproduktion avancierte. Auf grossen Flächen in der Umgebung wurde die Absinthpflanze (Artemisia absinthium) angebaut. 
Durch die Wirtschaftskrisen während des 20. Jahrhunderts, die jeweils zahlreiche Betriebsschliessungen zur Folge hatten, kam es mehrfach zu starken Bevölkerungsrückgängen. Der Strickmaschinenhersteller Edouard Dubied & Cie. SA, der seine Gesamtbelegschaft (insgesamt mit Marin und Peseux) von 2400 auf rund 1000 Mitarbeiter reduzierte, wurde 1976 etwa einen Monat lang «wild» bestreikt. Auch eine Betriebsbesetzung wurde durchgeführt. Durch Ansiedlung neuer Industriebetriebe konnte die zeitweilig hohe Arbeitslosenquote jedoch wieder aufgefangen werden.

## Sehenswürdigkeiten
Die reformierte Kirche von Couvet wurde 1658 errichtet, der heutige Frontturm stammt aus der Zeit von 1756 bis 1766. Das Hôtel Communal mit einem kleinen Portikus wurde 1739 erbaut, das Maison de l’Ecu de France bereits 1690. Im alten Ortskern und in seiner nahen Umgebung sind stattliche Häuser und Villen aus der Zeit der Industrialisierung erhalten, darunter das Hôtel de l’Aigle (1778) und der Herrensitz Le Marais aus dem 18. Jahrhundert. Die Kapelle einer Freikirche wurde 1876 errichtet, während die katholische Kapelle von 1943 stammt.

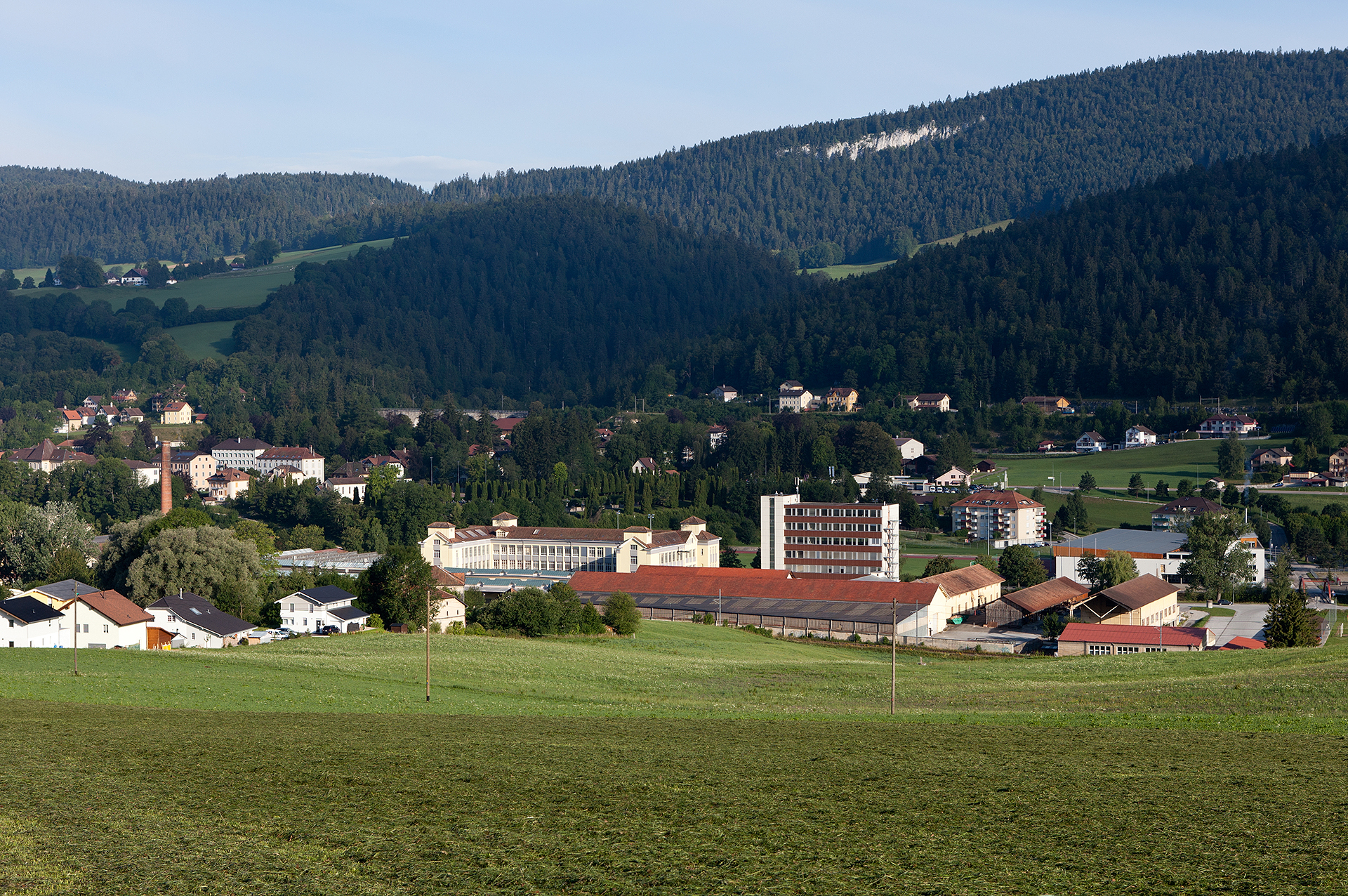
Couvet, Industriezone
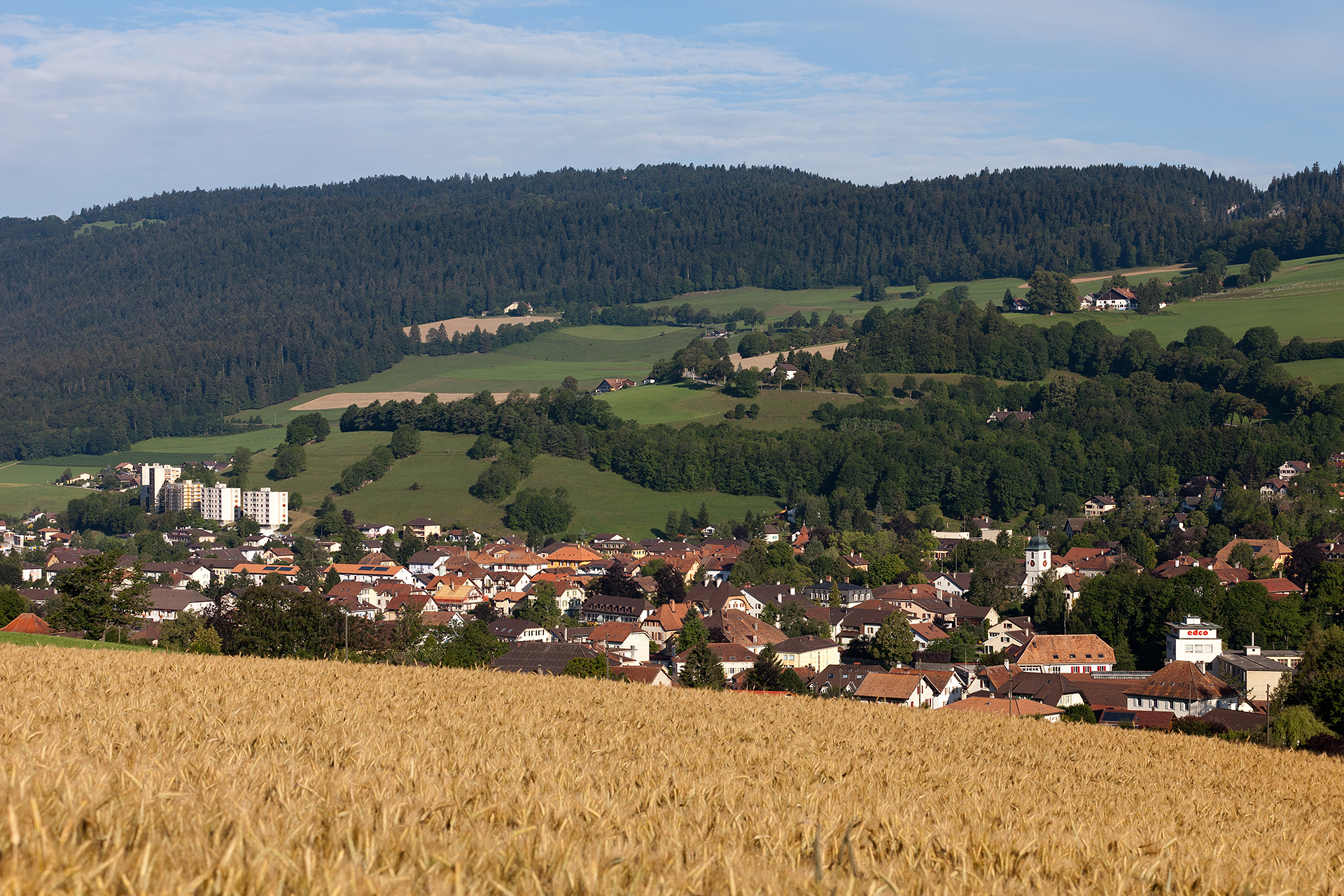
Couvet, Dorfkern
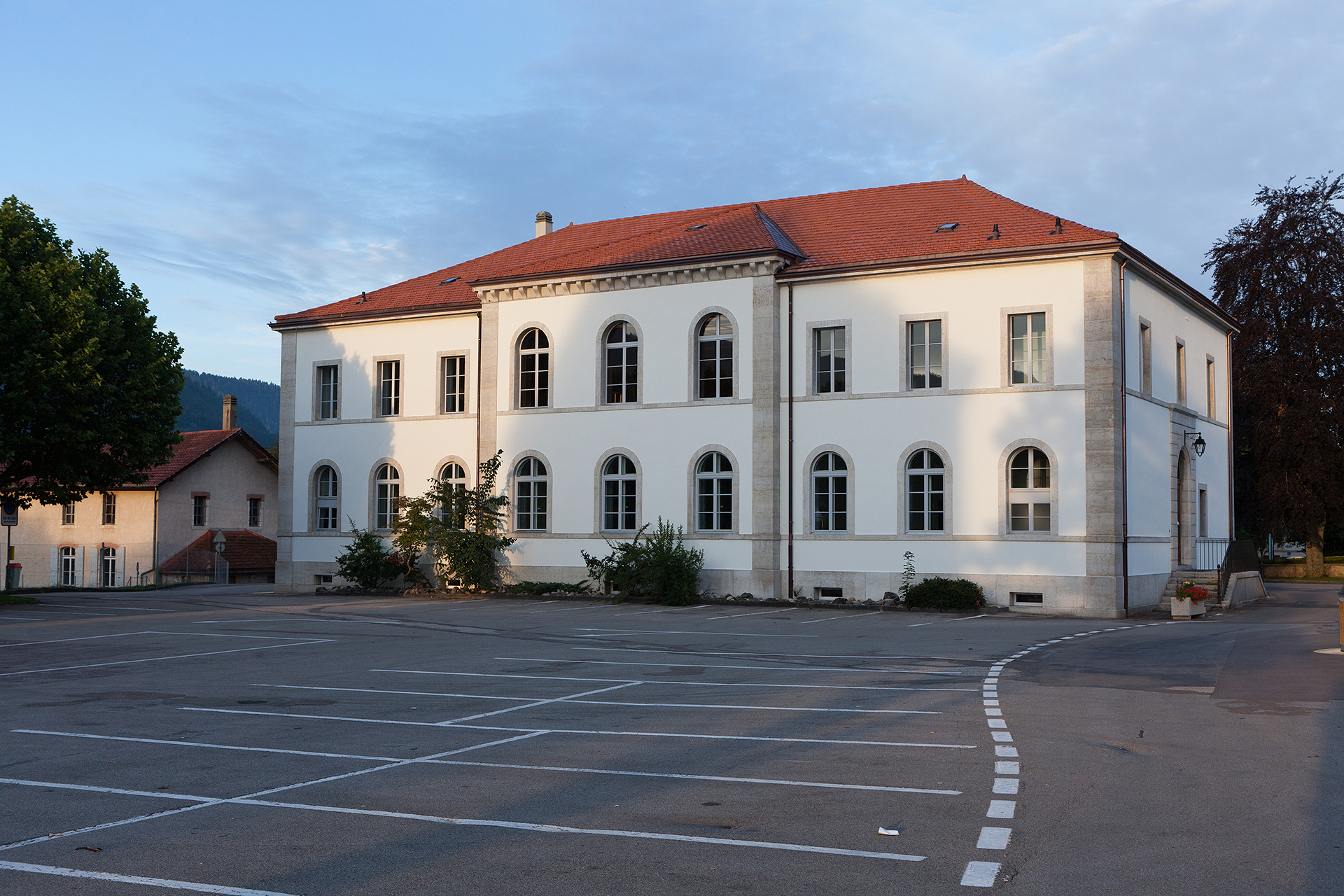
Collège (Schule)
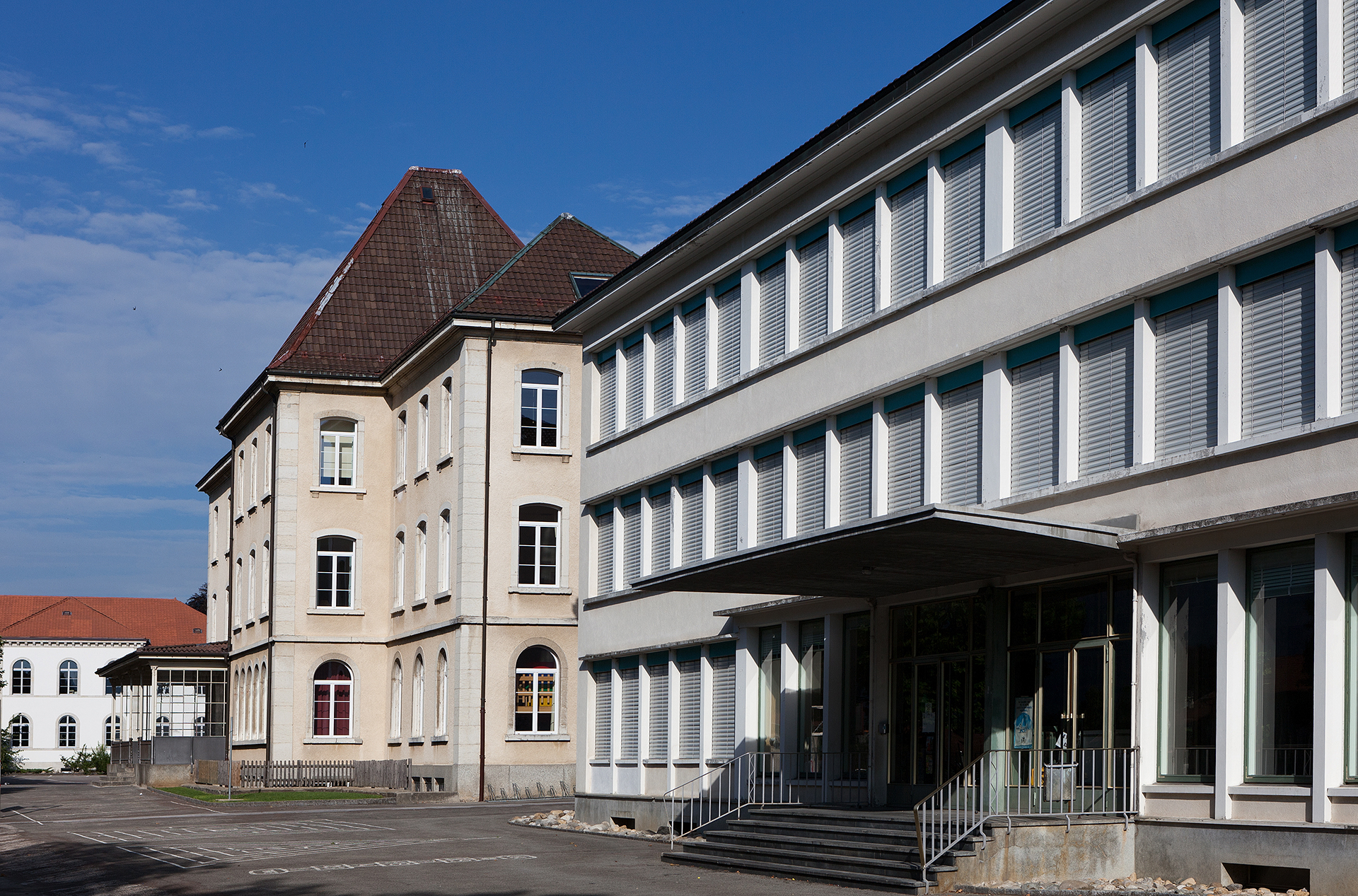
Collège (Schule)
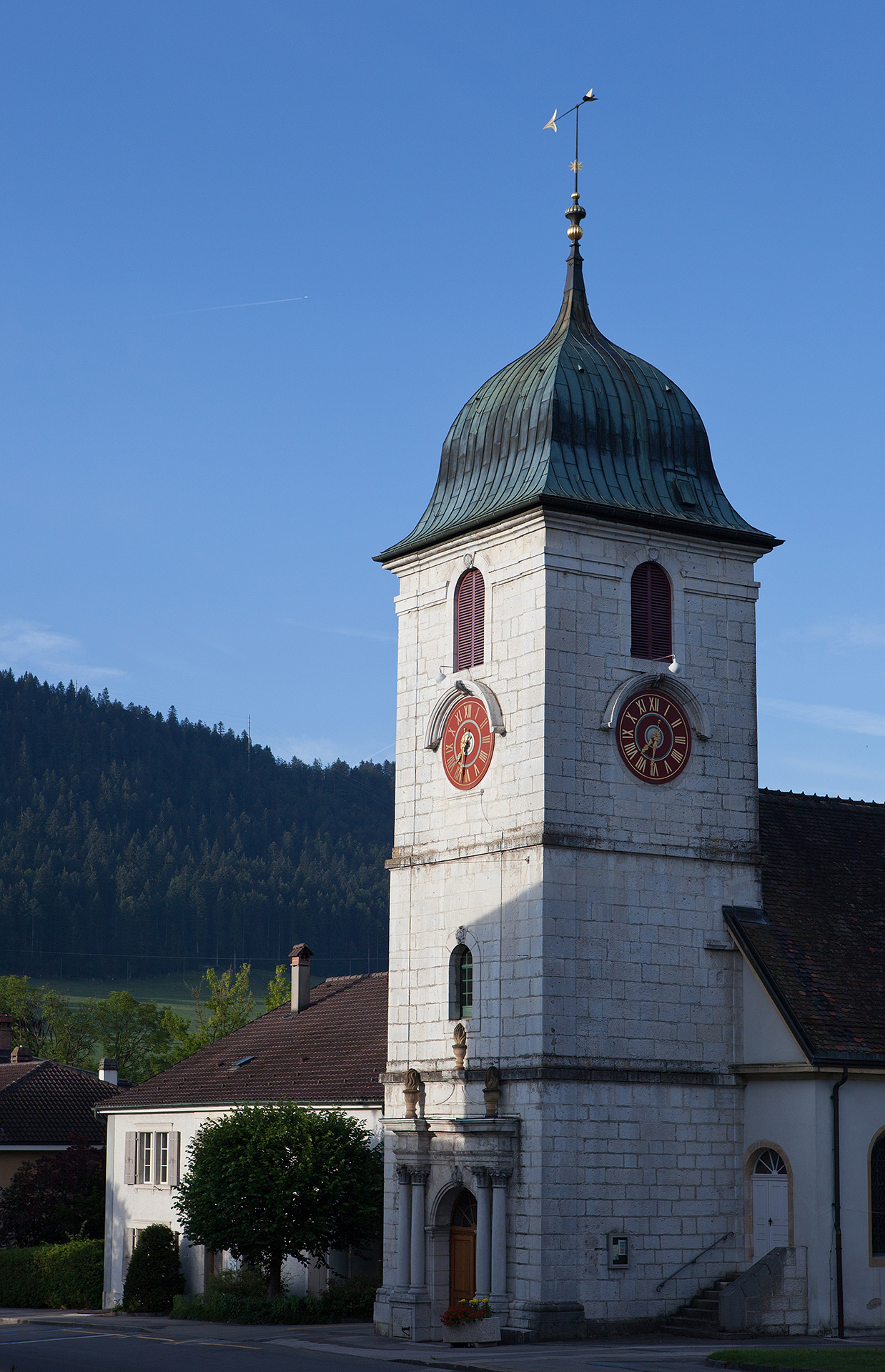
Reformierte Kirche
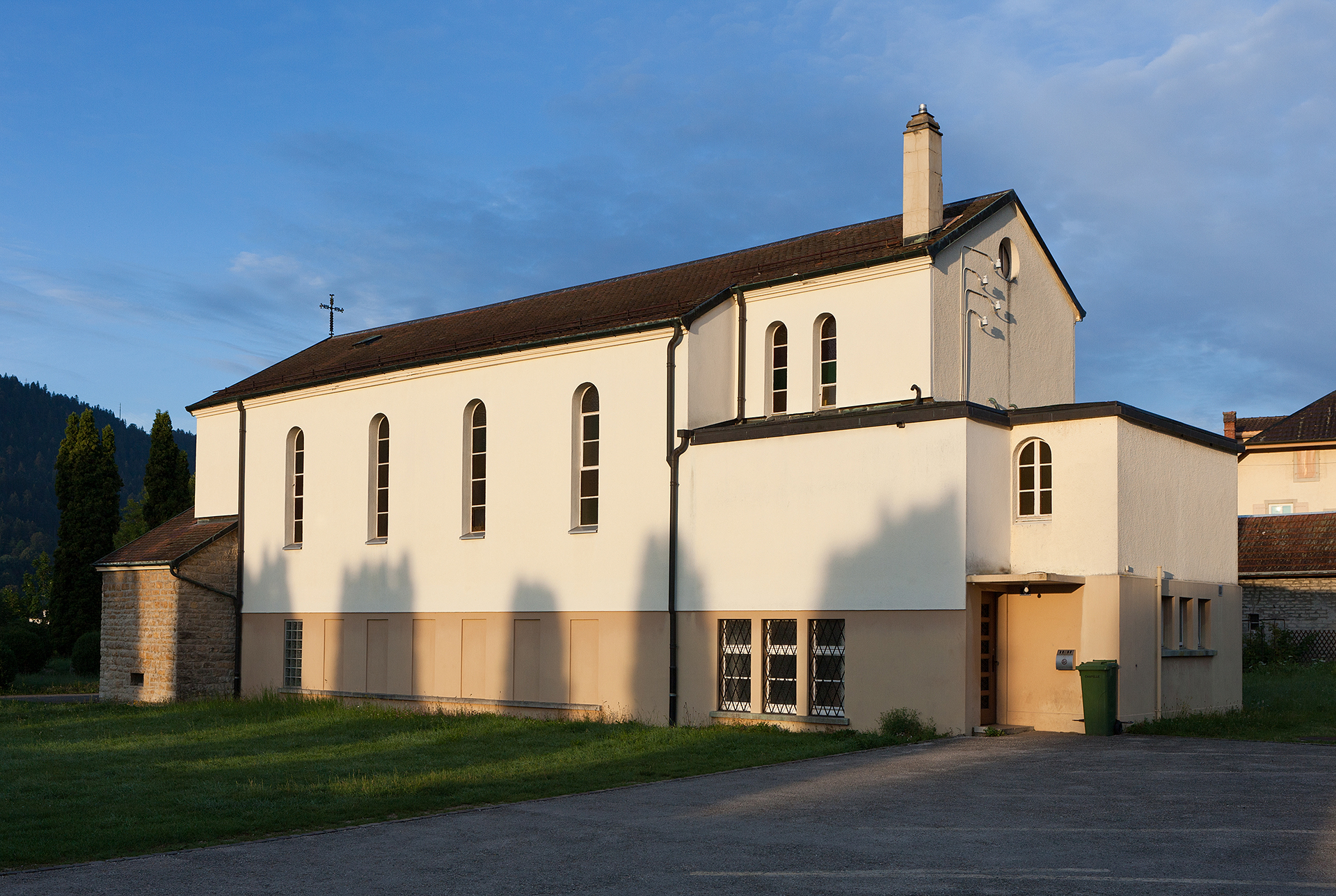
Katholische Kirche
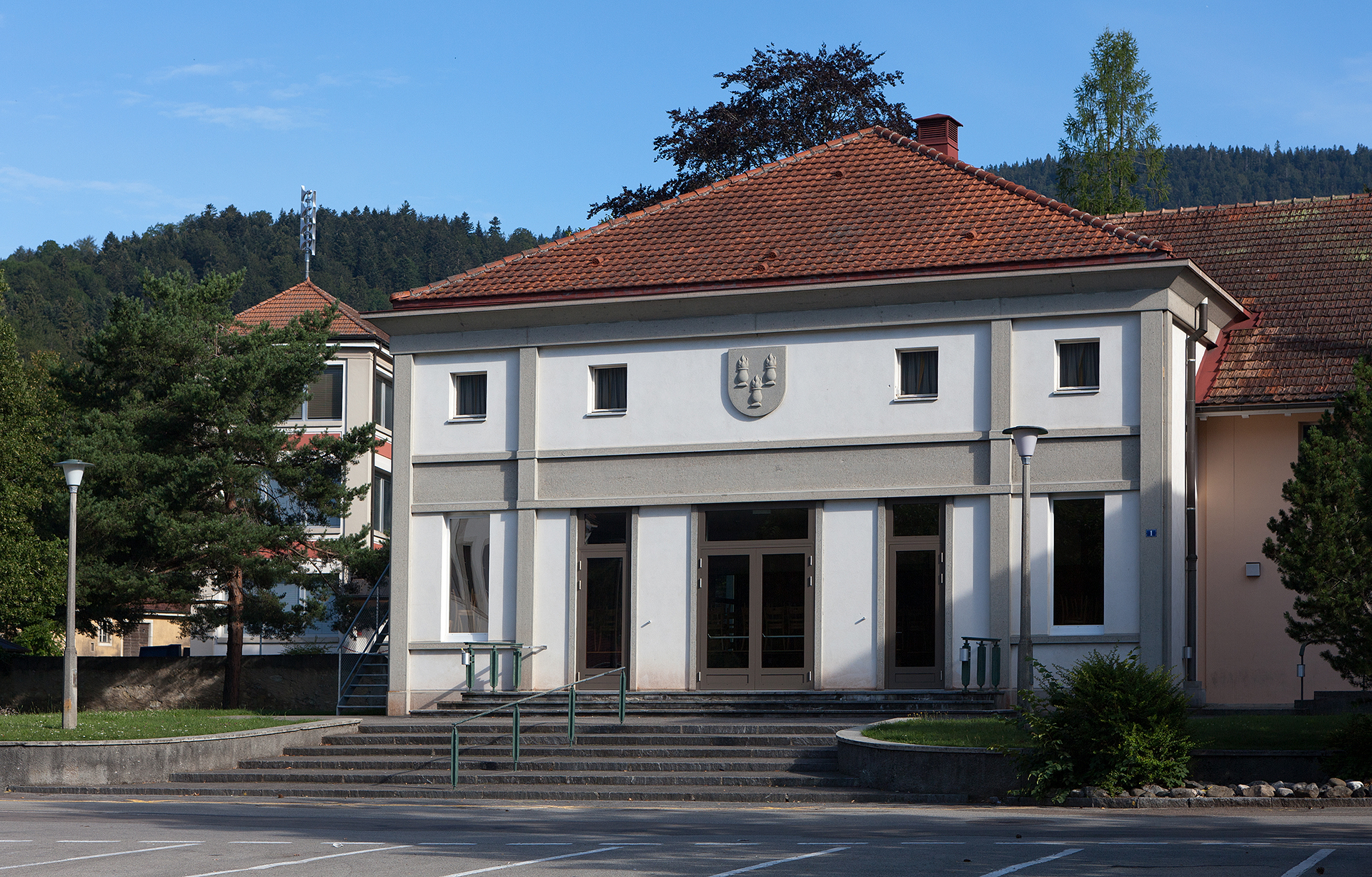
Salle de Spéctacle
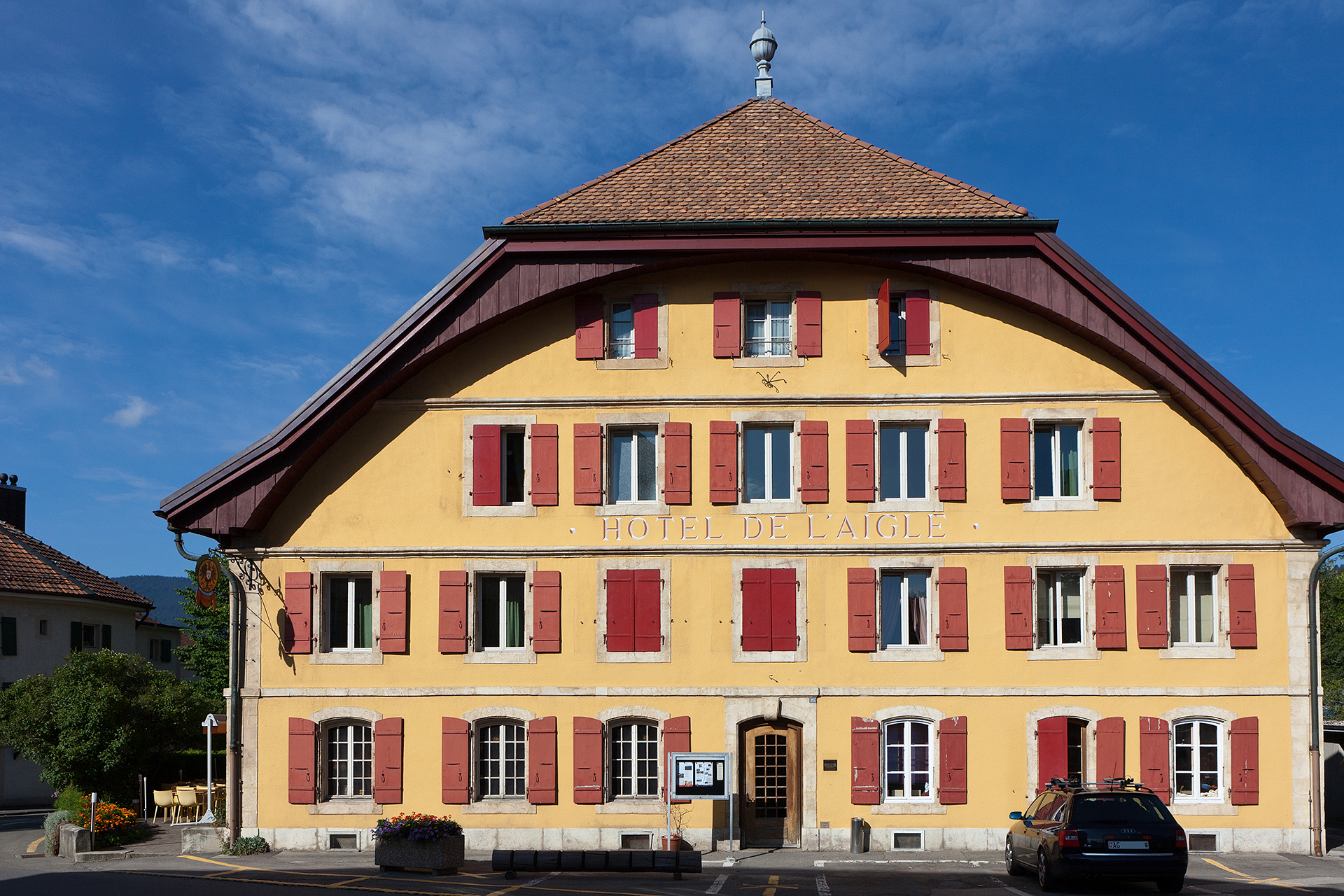
Hôtel de l’Aigle
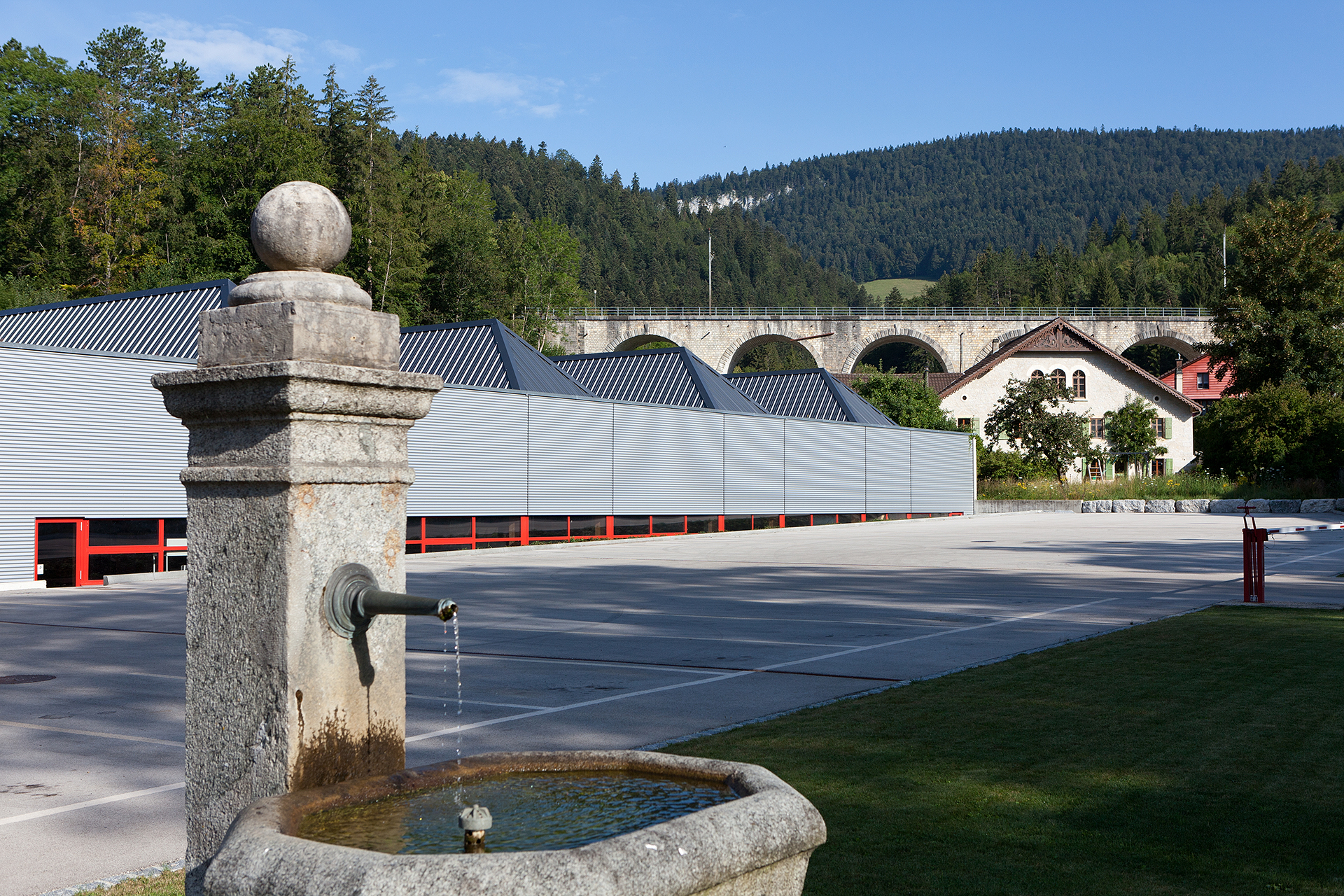
Eisenbahn-Viaduct

## Persönlichkeiten
- Louis-Frédéric Petitpierre (1712–1787), evangelischer Geistlicher
- Emer de Vattel (1714–1767), Völkerrechtler
- Ferdinand-Olivier Petitpierre (1722–1790), evangelischer Geistlicher
- Ferdinand Berthoud (1727–1807), Erfinder des Marinechronometers
- Eduard Petitpierre (1789–1862), Optiker, Feinmechaniker und Daguerreotypist
- Henri Edouard Dubied (1823–1878), Textilindustrieller
- François Borel (1842–1924), Ingenieur
- Alfred Rosselet (1887–1950), Radiologe und Rektor der Universität Lausanne
- Cilette Ofaire (1891–1964), Schweizer Schriftstellerin
- Denis de Rougemont (1906–1985), politischer Philosoph
- Anthony Huguenin (* 1991), Eishockeyspieler